# Колективна власність
Право колективної власності — це юридично визначене і забезпечене право організації — юридичної особи, створеної на базі об'єднання майна її членів (учасників), — використовувати належні їй засоби виробництва на власний розсуд і в інтересах її членів (учасників).
При праві колективної власності суб'єкт, який передав своє майно до такої власності, втрачає на цю річ право власності, отримуючи натомість зобов'язальні (корпоративні) права щодо нового власника — організації корпоративного типу, членом (учасником) якої став цей суб'єкт, а саме:
- право на отримання грошового чи майнового еквівалента своєї частки в майні нового власника — юридичної особи у разі виходу зі складу її учасників (членів);
- право участі в розподілі майна юридичної особи у разі її ліквідації;
- право на отримання частини чистого прибутку (дивідендів) суб'єкта колективної власності;
- право участі в управлінні справами юридичної особи, що діє на базі колективної власності, якщо інше не передбачено її установчими документами.

## Суб'єкт і об'єкти права колективної власності
Суб'єктом права колективної власності є організація корпоративного типу зі статусом юридичної особи.
Об'єктами права колективної власності можуть бути:
- статутний (складений) капітал юридичної особи — суб'єкта права колективної власності, створений за рахунок вкладів (пайових внесків) її учасників (членів);
- викуплене членами трудового колективу, іншими фізичними та юридичними особами майно державного підприємства шляхом його акціонування;
- кредити банків, отримані суб'єктом права колективної власності;
- виготовлена продукція, отримані доходи та інше майно, набуте суб'єктом права колективної власності на законних підставах (субсидії, дивіденди від цінних паперів тощо).

Однак не може бути об'єктом права колективної власності майно, вилучене з обороту, в тому числі цілісні майнові комплекси, на базі яких здійснюється діяльність, що є монополією держави (діяльність, пов'язана з обігом наркотичних засобів, психотропних речовин і прекурсорів, виготовленням та реалізацією військової зброї та боєприпасів до неї, вибухових речовин, видобування бурштину, охороною найважливіших об'єктів права державної власності).
Як правило, суб'єкт права колективної власності сам використовує належне йому майно своєю владою і в інтересах його учасників (членів). При цьому він може використовувати такі правові форми реалізації права колективної власності:
- право господарського відання при створенні суб'єктом права колективної власності унітарного підприємства-невласника, що має діяти з метою отримання прибутку на засадах самоокупності;
- право оперативного управління щодо створеної суб'єктом права колективної власності юридичної особи, якщо діяльність останньої фінансується засновником;
- оренда, на підставі якої об'єкти права колективної власності передаються в користування іншим особам.